# Walesi határvidék vasútvonal
A Walesi határvidék vasútvonal (angolul: Welsh Marches Line) egy kétvágányú vasútvonal az Egyesült Királyságban, mely összeköti Newport városát Shrewsburyvel Abergavenny, Hereford, Craven Arms érintésével. A vasútvonal összeköti Dél-Waleset Északnyugat-Angliával a Wales és Anglia határán lévő vidéken át (innen származik a vasútvonal neve is).

## Csatlakozások
- Crewenál csatlakozik a Manchester felé vezető Nyugati-parti fővonalhoz, illetve az Észak-Wales partja mentén Holyhead felé vezető vonalhoz.
- Shrewsburynél elágazik az Aberystwyth és Pwllheli felé vezető Cambriai vasútvonal valamint a Wolverhampton felé vezető vonal és a Shrewsbury–Chester-vasútvonal
- Craven Armsnál elágazik a Llanelli felé vezető Wales szíve vasútvonal
- Herefordnál elágazik a Worcester felé vezető Cotswoldi vasútvonal
- Newportnál csatlakozik a Cardiffot a London Paddington pályaudvarral összekötő Dél-walesi fővonalhoz.

## Üzemeltetése
A vasútvonal személyforgalmát az Arriva Trains Wales vállalat bonyolítja le. A szerelvények nagy része Stockporton át Manchester Piccadilly állomásig halad tovább vagy Wrexham és Chester érintésével Holyheadig. A vonalon számos turistaszerelvény is közlekedik.